# Micheline de Pesaro
Micheline de Pesaro (née Michelina Metelli) (Pesaro, 1300 - Pesaro, 1356) est une bienheureuse franciscaine italienne, béatifiée et vénérée par l'Église catholique romaine le 19 juin. 

## Biographie
Michelina Metelli est née à Pesaro, en Italie, au sein d'une riche famille italienne. À l'âge de 12 ans, elle épouse un noble de la famille Malatesta, mais devient veuve à 20 ans. Elle mène une vie dissolue dans le luxe, mais à la mort de son fils unique, elle a une vision de lui dans les cieux et décide de devenir une pénitente franciscaine.
Elle donne tous ses biens et propriétés, fondant la Confrérie de l'Annonciation dont le but est de fournir des soins aux pauvres, de soigner les malades et d'enterrer les morts. Sa famille croit d'abord qu'elle est folle et veut l'enfermer. Lors de sa libération de prison, elle fait un pèlerinage en Terre sainte comme pénitence pour ses péchés. Au cours de ce voyage, elle reçoit les stigmates.
Micheline est décédée à son domicile, à Pesaro, le 19 juin 1356, de causes naturelles.

## Béatification
Elle a été béatifiée le 13 avril 1737 par le pape Clément XII.